# Basketball Africa League
La Basketball Africa League, comunemente nota come BAL, è la massima competizione africana per club di pallacanestro maschili, la cui prima edizione, prevista per il 2020, si è giocata a maggio 2021. Creata con uno sforzo congiunto della National Basketball Association (NBA) e della FIBA, con la sponsorizzazione di Nike, Jordan Brand e Pepsi, la competizione si svolge tra dodici squadre, ognuna delle quali si è qualificata attraverso il proprio campionato nazionale, un po' come avviene per la UEFA Champions League e per la FIBA Africa Clubs Champions Cup, quest'ultima sostituita proprio dalla Basketball Africa League.
La stagione inaugurale della competizione è iniziata con i turni di qualificazione, svolti nell'ottobre 2019, mentre, come comunicato dal presidente Amadou Gallo Fall durante il NBA All-Star Weekend 2020 a Chicago, la stagione avrebbe dovuto prendere il via il 13 marzo 2020. Purtroppo, il 3 marzo, Fall ha poi comunicato che, a causa della pandemia di COVID-19 l'inizio della stagione inaugurale, il cui primo incontro avrebbe dovuto tenersi a Dakar, era stato posticipato da data da destinarsi.
Durante la sopraccitata manifestazione, la Nike e la Jordan Brand hanno presentato le divise delle dodici squadra (sei realizzate dalla Nike e sei dalla Jordan Brand) e la BAL ha presentato il sito ufficiale della competizione assieme alle pagine sui diversi social media.

## Storia

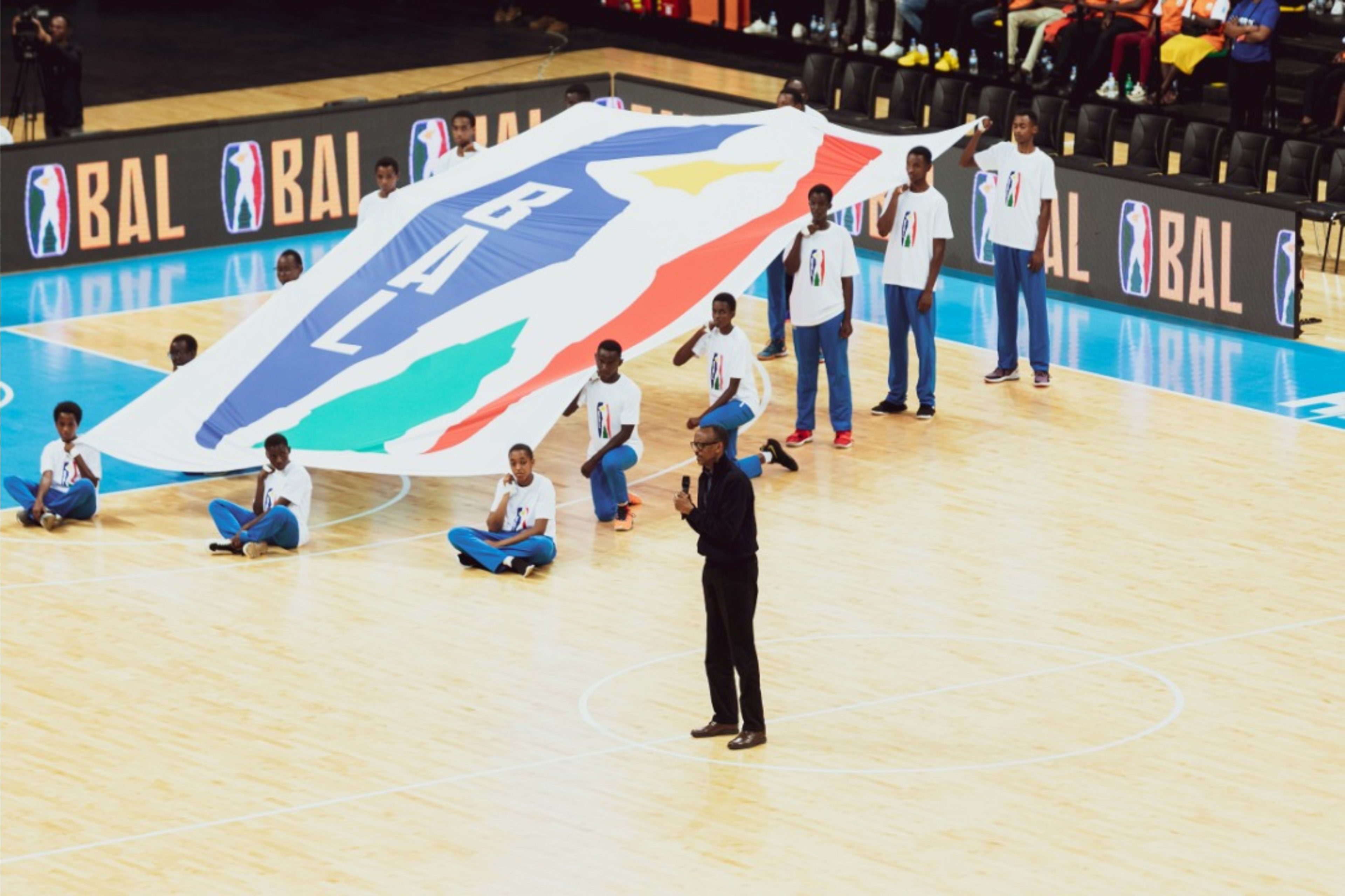
Il Presidente del Ruanda, Paul Kagame, durante la cerimonia per la presentazione del logo della BAL alla Kigali Arena, Kigali, Ruanda, il 19 dicembre 2019.

Il 16 febbraio 2019 la NBA e la FIBA hanno annunciato il progetto di creare un campionato professionistico di pallacanestro a livello continentale in Africa, emulando quanto già avviene in Europa con l'Eurolega. Durante una conferenza stampa tenuta nel corso dell'NBA All-Star Weekend 2019, il commissario Adam Silver ha rivelato alcuni dettagli del torneo, dicendo che sarebbe stato formato da 12 squadre, le quali avrebbero guadagnato il diritto di partecipare alla competizione attraverso un torneo di qualificazione che si sarebbe svolto verso la fine del 2019. Tra i possibili paesi di provenienza delle squadre furono, in quell'occasione, citati Angola, Egitto, Kenya, Marocco, Nigeria, Ruanda, Senegal, Sudafrica e Tunisia, e Silver alluse anche al coinvolgimento dell'ex presidente statunitense Barack Obama in un ruolo non ben specificato. Nel maggio 2019, la NBA annunciò di aver nominato Amadou Gallo Fall primo presidente nella storia della BAL, e nel settembre dello stesso anno, la BAL annunciò le sedi e le città in cui si sarebbero svolti gli incontri della prima stagione, comprendenti un torneo in stile Final Four che avrebbe avuto sede alla Kigali Arena di Kigali, in Ruanda.
Il 15 ottobre 2019, ebbero inizio i tornei di qualificazione per la stagione inaugurale, che videro la partecipazione di 32 squadre provenienti da 32 diversi Stati africani. Il torneo di qualificazione si concluse nel dicembre 2019, ma l'inizio della prima regular season della BAL venne rinviata per due volte a causa della pandemia di COVID-19; infatti il 3 marzo 2020, la BAL annunciò che la stagione sarebbe stata posticipata a causa della pandemia di COVID-19., mentre nel novembre dello stesso anno, il torneo venne nuovamente posticipato direttamente al 2021. Il 29 marzo 2021 venne annunciato che il torneo sarebbe ufficialmente iniziato il 16 maggio; con tutta la competizione da disputare presso la Kigali Arena, situata a Kigali, in Ruanda, con le squadre divise in tre gruppi da quattro squadre ciascuno. La stagione si è svolta in una "bolla" bio-sicura, con una presenza limitata di pubblico. Il 30 maggio, lo Zamalek dell'Egitto ha vinto la prima edizione della BAL, sconfiggendo l'US Monastir, squadra proveniente dalla Tunisia nella finale inaugurale.

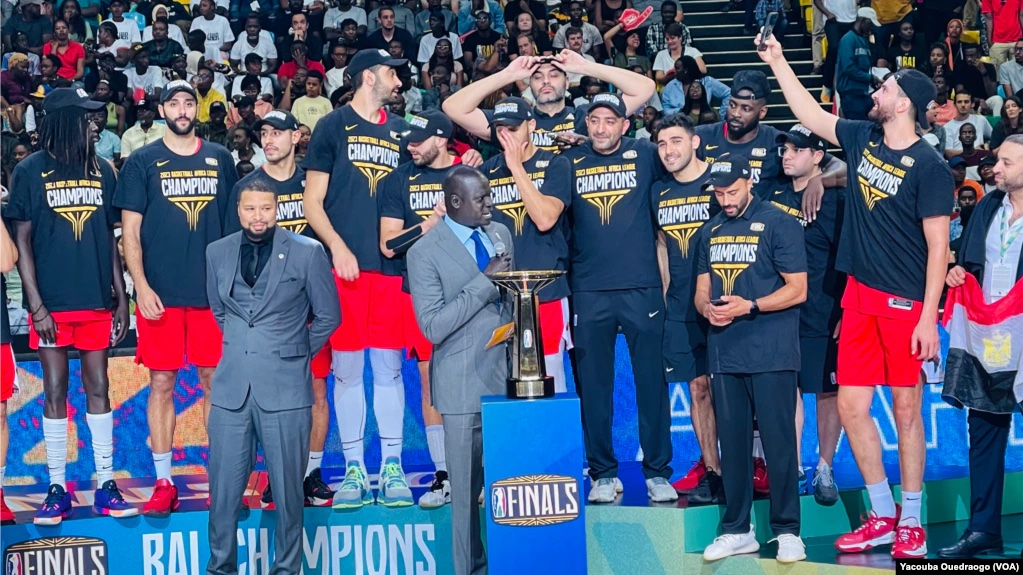
La squadra egiziana dell'Al-Ahly in procinto di ricevere il trofeo della BAL 2023

Nella stagione successiva, il campionato ha ampliato il suo formato, introducendo due conference a cinque squadre ciascuna: la Sahara Conference e la Nile Conference, disputate rispettivamente a Dakar ed al Cairo. I playoff si sono svolti sempre a Kigali.
Nella quarta stagione del campionato, nel 2024, è stata introdotta una terza conference, la Kalahari Conference. In quella stagione, il Petro de Luanda è diventato la prima squadra dell'Africa sub-sahariana a vincere il campionato. Dopo la stagione, Ulrich Chomche, del Camerun, è diventato il primo ex giocatore della BAL ad essere selezionato nel draft della National Basketball Association (NBA), venendo scelto nel secondo turno del Draft NBA 2024.

## Qualificazione
Prima della competizione vera e propria si svolgono dei turni di qualificazione per determinare quali squadre prenderanno parte al torneo. Alle federazioni di pallacanestro dei singoli Stati viene data la possibilità di scegliere la squadra da far partecipare alle qualificazioni, che solitamente poi è quella che ha vinto il campionato nazionale. Nella Road to BAL, il nome dato al torneo di qualificazione alla regular season della BAL, le squadre si affrontano in gruppi per conquistare i sei posti rimanenti nella stagione regolare della BAL. Nel primo turno, tutte le squadre partecipanti vengono suddivise in gruppi, e le migliori avanzano all' Elite 16. Qui si svolge un'altra fase a gironi, seguita dalle semifinali e dalle finali.
Fino all'edizione 2024 il formato prevedeva che i partecipanti venissero divisi in due raggruppamenti, con le prime tre squadre di ogni girone, per un totale di sei squadre, che si andavano ad aggiungere ad altre sei squadre già direttamente qualificate (ossia le vincitrici dei campionati di Angola, Egitto, Tunisia, Marocco, Senegal e Nigeria) per competere poi nella fase finale della Basketball Africa League.
Per l'edizione 2025 della competizione il numero di squadre qualificate direttamente è cambiato rispetto alle quattro stagioni precedenti, poiché la BAL ha ora assegnato otto posti diretti a leghe e mercati designati. Di conseguenza, i campioni del Marocco hanno ottenuto un posto diretto nel torneo, mentre solo cinque squadre si qualificheranno attraverso la Road to BAL. La FIBA Africa aveva riportato che i campioni del Sudafrica avrebbero ricevuto una qualificazione diretta; tuttavia, il 21 novembre 2025, la BAL ha annunciato che non era stato assegnato alcun posto diretto alla nazione, infatti la rappresentante del paese ha preso parte al torneo di qualificazione.

## Formato
Ogni stagione della BAL è composta da dodici squadre. Nella stagione regolare, le dodici squadre sono divise in tre conference (Sahara Conference, Nile Conference e Kalahari Conference), in cui ogni squadra affronta le altre in un formato a girone all’italiana.
Le due squadre meglio classificate di ogni conference, insieme alle due migliori terze classificate, accedono ai playoff, che consistono in un torneo a eliminazione diretta per determinare il campione della Basketball Africa League.

### Regole per i partecipanti
Ogni squadra partecipante alla BAL può avere un massimo di quattro giocatori stranieri nel proprio organico, il che implica l'avere almeno 8 giocatori della propria nazione di provenienza, e due dei quattro stranieri devono comunque provenire da uno Stato africano.

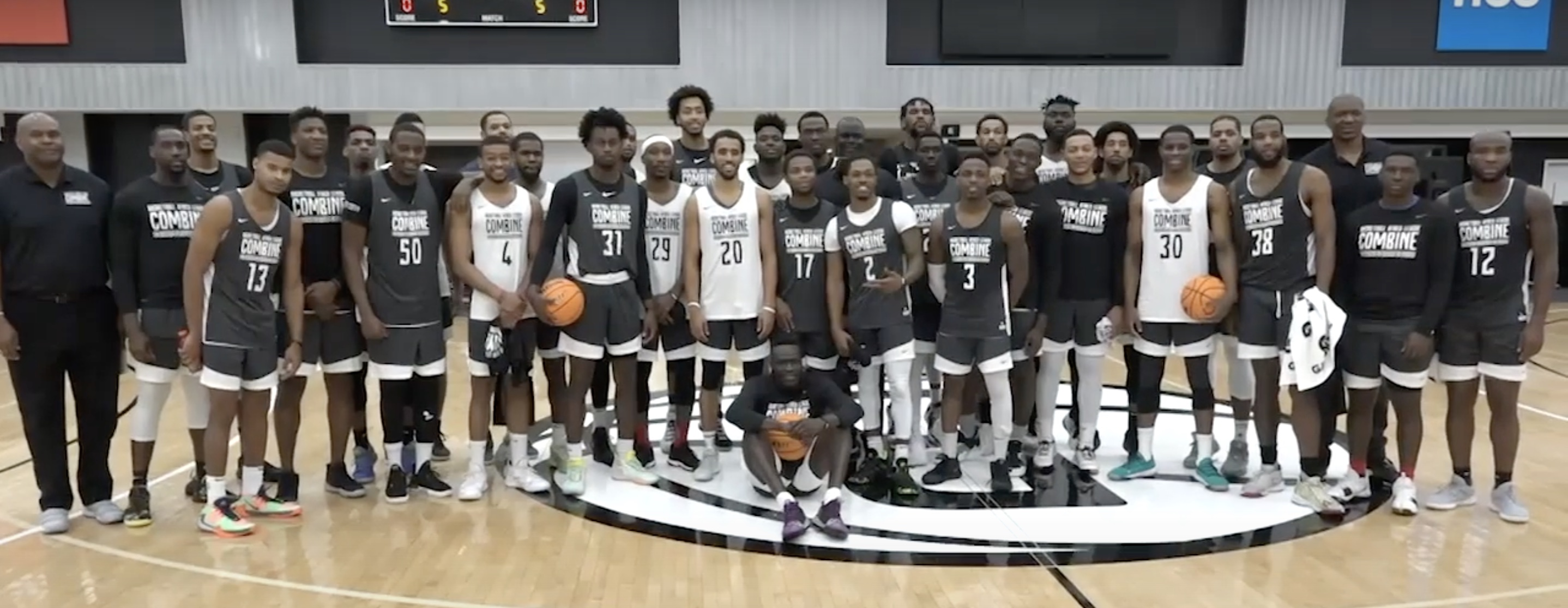
I giocatori a Brooklyn, New York, durante il primo BAL Combine nel 2020.

Dall'edizione 2024 ogni squadra ha un giocatore proveniente dalla NBA Academy Africa, nell'ambito del programma "BAL Elevate". Da questa edizione, la lega ha assegnato i giocatori alle squadre, abbandonando il sistema di draft utilizzato nelle stagioni precedenti . I giocatori sono stati assegnati in base ai seguenti criteri, in ordine di priorità: "paese di nascita, paese di origine, paese in cui hanno trascorso la maggior parte della vita, squadra BAL precedente, paese della squadra BAL precedente."

### ProgrammaBAL Elevate
Prima dell'inizio della stagione 2022, la BAL ha lanciato il programma BAL Elevate in collaborazione con la NBA Academy Africa. Il programma prevede l'inserimento dei giocatori dell'accademia nei roster delle squadre. I giocatori provenienti dallo stesso paese di una squadra della BAL vengono automaticamente assegnati a quella squadra, mentre i restanti giocatori vengono selezionati da un pool. I giocatori del programma Elevate non condividono i premi in denaro assegnati dalla competizione, al fine di preservare il loro status di dilettanti.

## Squadre
Nel corso di quattro stagioni della Basketball Africa League, 30 squadre provenienti da 19 paesi hanno partecipato al torneo. Di seguito la lista delle squadre qualificate per l'edizione 2025 della BAL.
| Conference          | Squadra              | Città, Nazione          | Campionato nazionale                | Titoli nazionali | Fondazione | Esordio BAL |
| ------------------- | -------------------- | ----------------------- | ----------------------------------- | ---------------- | ---------- | ----------- |
| Kalahari Conference | FUS Rabat            | Rabat, Marocco          | Division Excellence                 | 19               | 1946       | 2024        |
| Kalahari Conference | Rivers Hoopers       | Port Harcourt, Nigeria  | Nigerian Premier League             | 6                | 2005       | 2021        |
| Kalahari Conference | Stade Malien         | Bamako, Mali            | Ligue 1                             | 19               | 1960       | 2023        |
| Kalahari Conference | Al Ittihad           | Alexandria, Egitto      | Egyptian Basketball Super League    | 8                | 1930       | 2023        |
| Sahara Conference   | Petro de Luanda      | Luanda, Angola          | Angolan Basketball League           | 17               | 1980       | 2021        |
| Sahara Conference   | US Monastir          | Monastir, Tunisia       | Championnat National A              | 10               | 1923       | 2021        |
| Sahara Conference   | ASC Ville de Dakar   | Dakar, Senegal          | Nationale 1                         | 1                | 1980       | 2025        |
| Sahara Conference   | Kriol Star           | Praia, Capo Verde       | Capeverdean Basketball League       | 0                | 2024       | 2025        |
| Nile Conference     | APR BBC              | Kigali, Rwanda          | Rwanda Basketball League            | 14               | 1993       | 2024        |
| Nile Conference     | Al Ahli Tripoli      | Tripoli, Libia          | Libyan Division I Basketball League | 8                | 1950       | 2025        |
| Nile Conference     | Nairobi City Thunder | Nairobi, Kenya          | KBF Premier League                  | 2                | 1998       | 2025        |
| Nile Conference     | MBB                  | Johannesburg, Sudafrica | Basketball National League          | 0                | 2010       | 2025        |

## Albo d'oro
| Edizione | Anno | Sede                  |                 | Campioni | Punteggio        | 2º posto        |        | 3º posto               | Punteggio | 4º posto |  | Squadre partecipanti |
| 1        | 2021 | Kigali Arena Kigali   | Zamalek         | 76-63    | U.S. Monastir    | Petro de Luanda | 97-68  | Patriots               | 12        |          |  |                      |
| 2        | 2022 | Kigali Arena Kigali   | U.S. Monastir   | 83-72    | Petro de Luanda  | Zamalek         | 97-74  | FAP                    | 12        |          |  |                      |
| 3        | 2023 | Kigali Arena Kigali   | Al-Ahly         | 80-65    | AS Douanes       | Stade Malien    | 73-65  | Petro de Luanda        | 12        |          |  |                      |
| 4        | 2024 | Kigali Arena Kigali   | Petro de Luanda | 107-94   | Al Ahly Benghazi | Rivers Hoopers  | 80-57  | Cape Town Tigers       | 12        |          |  |                      |
| 5        | 2025 | SunBet Arena Pretoria | Al-Ahly Tripoli | 88-67    | Petro de Luanda  | APR             | 123-90 | Al-Ittihad Alessandria | 12        |          |  |                      |

### Titoli per club
| Club             | Vittorie | Finalista | Anni vittoria | Anni finalista |
| ---------------- | -------- | --------- | ------------- | -------------- |
| Petro de Luanda  | 1        | 2         | 2024          | 2022, 2025     |
| US Monastir      | 1        | 1         | 2022          | 2021           |
| Al-Ahly          | 1        | 0         | 2023          | -              |
| Zamalek          | 1        | 0         | 2021          | -              |
| Al-Ahly Tripoli  | 1        | 0         | 2025          | -              |
| AS Douanes       | 0        | 1         | -             | 2023           |
| Al Ahly Benghazi | 0        | 1         | -             | 2024           |

## Partecipazioni e prestazioni
Non partecipante
     Paese membro della FIBA che è stato rappresentato nella stagione regolare.
     Paese membro della FIBA che è stato rappresentato nei turni di qualificazione.

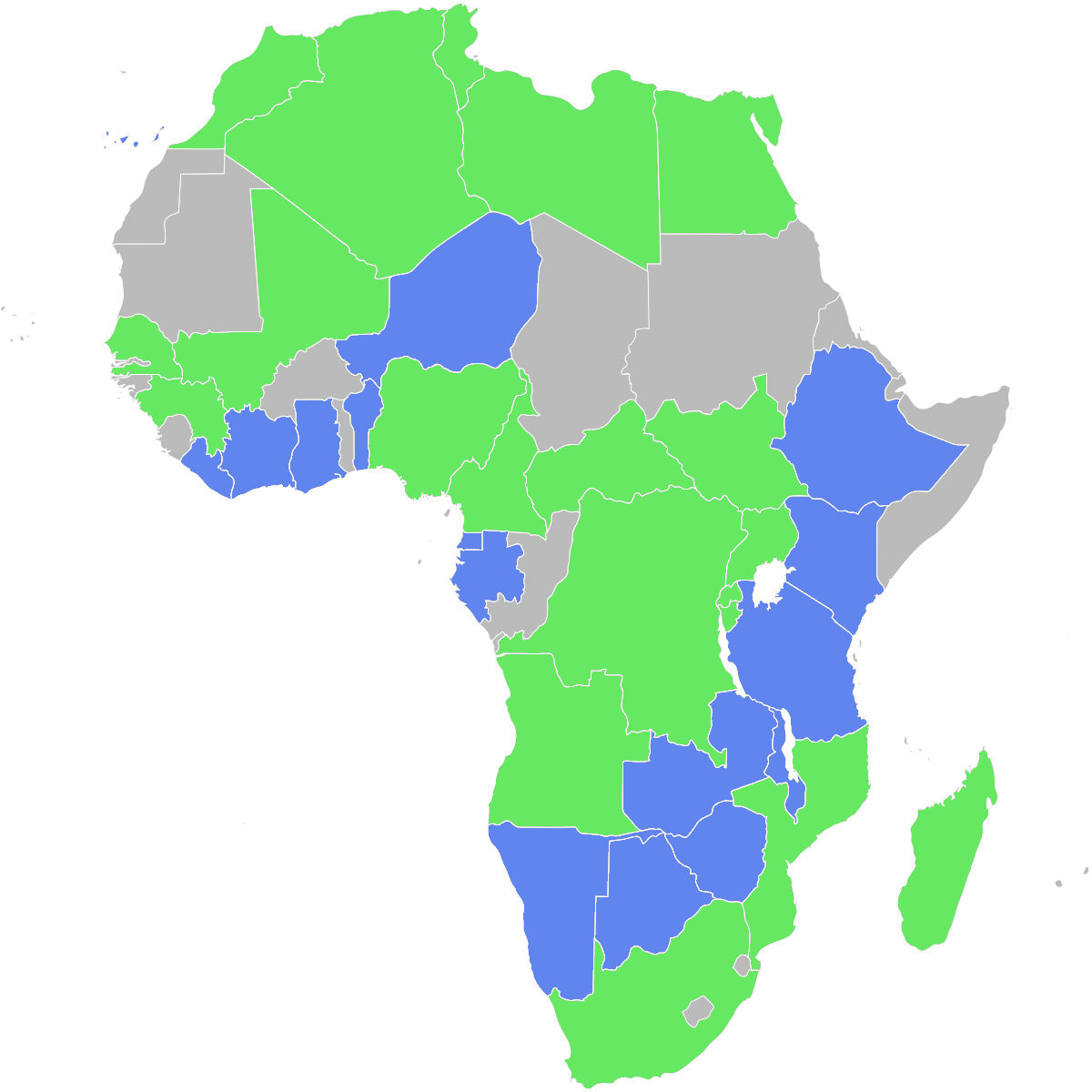
Mappa dei paesi le cui squadre hanno partecipato al torneo principale e ai turni di qualificazione della Basketball Africa League..
Non partecipante
Paese membro della FIBA che è stato rappresentato nella stagione regolare.
Paese membro della FIBA che è stato rappresentato nei turni di qualificazione.

Di seguito è riportata la lista di tutte le squadre che hanno partecipato alla Basketball Africa League dal 2020 ad oggi.
| 1° | Campioni                   | Campioni                   | Campioni                   | Campioni                   | Campioni                   | Campioni                   |
| 2° | Secondo posto              | Secondo posto              | Secondo posto              | Secondo posto              | Secondo posto              | Secondo posto              |
| 3° | Terzo posto                | Terzo posto                | Terzo posto                | Terzo posto                | Terzo posto                | Terzo posto                |
| 4° | Quarto posto               | Quarto posto               | Quarto posto               | Quarto posto               | Quarto posto               | Quarto posto               |
| QF | Quarti di finale           | Quarti di finale           | Quarti di finale           | Quarti di finale           | Quarti di finale           | Quarti di finale           |
| RS | Regular season             | Regular season             | Regular season             | Regular season             | Regular season             | Regular season             |
| Q  | Qualificata per l'edizione | Qualificata per l'edizione | Qualificata per l'edizione | Qualificata per l'edizione | Qualificata per l'edizione | Qualificata per l'edizione |

| Squadra               | 21            | 22 | 23 | 24 | 25 | Apparizioni totali |  |   |
| --------------------- | ------------- | -- | -- | -- | -- | ------------------ |  | - |
| Squadra               | GS Pétroliers | RS |    |    |    | Apparizioni totali |  | 1 |
| Petro de Luanda       | 3°            | 2° | 4° | 1° | 2° | 5                  |  |   |
| Dynamo                |               |    |    | RS |    | 1                  |  |   |
| Bangui SC             |               |    |    | RS |    | 1                  |  |   |
| ABC Fighters          |               |    | QF |    |    | 1                  |  |   |
| FAP                   | QF            | 4° |    |    |    | 2                  |  |   |
| Kriol Star            |               |    |    |    | QF | 1                  |  |   |
| Espoir Fukash         | N.D.          | RS |    |    |    | 1                  |  |   |
| Al-Ahly               |               |    | 1° | QF |    | 2                  |  |   |
| Al Ittihad Alexandria |               |    |    |    | 4° | 1                  |  |   |
| Zamalek               | 1°            | 3° |    |    |    | 2                  |  |   |
| SLAC                  |               | QF | RS |    |    | 2                  |  |   |
| Nairobi City Thunder  |               |    |    |    | RS | 1                  |  |   |
| Al-Ahly Benghazi      |               |    |    | 2° |    | 1                  |  |   |
| Al Ahli Tripoli       |               |    |    |    | 1° | 1                  |  |   |
| GNBC                  | RS            |    |    |    |    | 1                  |  |   |
| AS Police             | RS            |    |    |    |    | 1                  |  |   |
| Stade Malien          |               |    | 3° |    | RS | 2                  |  |   |
| AS Salé               | QF            | QF |    |    |    | 2                  |  |   |
| FUS Rabat             |               |    |    | QF | QF | 1                  |  |   |
| Ferroviário da Beira  |               | RS | QF |    |    | 2                  |  |   |
| Ferroviário de Maputo | QF            |    |    |    |    | 1                  |  |   |
| Kwara Falcons         |               |    | RS |    |    | 1                  |  |   |
| Rivers Hoopers        | RS            |    |    | 3° | QF | 3                  |  |   |
| Cape Town Tigers      |               | QF | QF | 4° |    | 3                  |  |   |
| MBB Basketball        |               |    |    |    | RS | 1                  |  |   |
| APR                   |               |    |    | RS | 3° | 2                  |  |   |
| Patriots              | 4°            |    |    |    |    | 1                  |  |   |
| REG                   | N.D.          | QF | QF |    |    | 2                  |  |   |
| ASCVD                 |               |    |    |    | RS | 1                  |  |   |
| AS Douanes            | QF            |    | 2° | QF |    | 3                  |  |   |
| DUC Dakar             |               | RS |    |    |    | 1                  |  |   |
| City Oilers           |               |    | RS | RS |    | 2                  |  |   |
| Cobra Sport           |               | RS |    |    |    | 1                  |  |   |
| US Monastir           | 2°            | 1° | RS | QF | QF | 5                  |  |   |

## Organizzazione

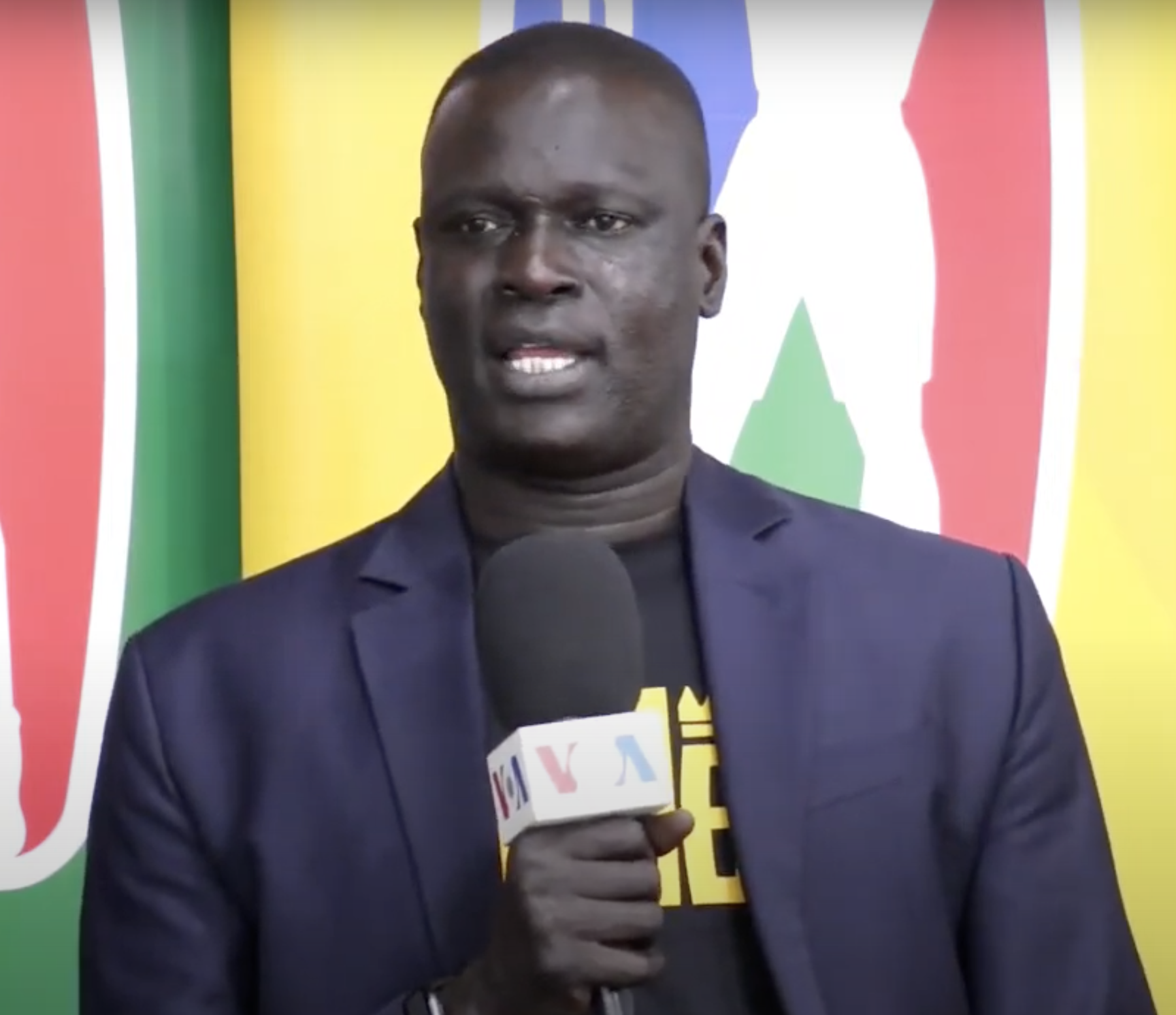
Amadou Gallo Fall primo Presidente della BAL, ha assunto la carica nel 2021

La Basketball Africa League è di proprietà ed è gestita da NBA Africa, una sotto-entità della NBA fondata nel maggio 2021. Da allora, la lega è stata sostenuta da investimenti privati. Al momento della sua creazione, tra gli investitori strategici vi erano un consorzio guidato da Babatunde “Tunde” Folawiyo e Helios Fairfax Partners Corporation (HFP). Altri investitori includevano ex giocatori come Dikembe Mutombo, Junior Bridgeman, Luol Deng, Grant Hill, Joakim Noah e Ian Mahinmi.
Due mesi dopo, è stato annunciato che l'ex Presidente degli Stati Uniti, Barack Obama, si è unito a NBA Africa come partner strategico, acquistando anche una partecipazione minoritaria nell'organizzazione. Il commissario della NBA, Adam Silver, ha dichiarato che il valore di NBA Africa è stimato in circa 1 miliardo di dollari.
L'organizzazione della lega è attualmente composta da:
- Amadou Gallo Fall (Commissario)
- John Manyo-Plange (Vicepresidente)
- Clare Akamanzi (CEO di NBA Africa)

### Sponsor
Sin dalla sua creazione, la Basketball Africa League è stata sponsorizzata da diverse organizzazioni multinazionali, tra cui:
- Air Jordan
- Flutterwave
- French Development Agency (AFD)
- Hennessy
- New Fortress Energy[24]

- Nike
- RwandAir[25]
- Visit Rwanda[26]
- Wilson

## Premi Individuali

### MVP

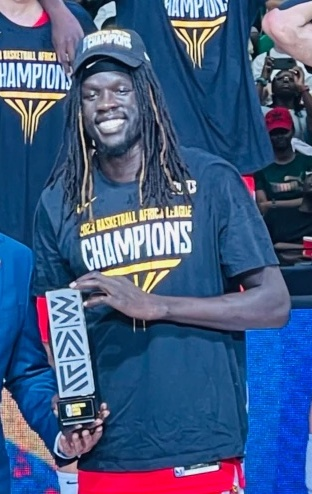
Nuni Omot con il premio di MVP dell'edizione 2023. È stato il primo giocatore africano a vincere il premio

| Stagione | Giocatore           | Posizione         | Nazionalità             | Squadra          | Note          |
| -------- | ------------------- | ----------------- | ----------------------- | ---------------- | ------------- |
| 2021     | Walter Hodge        | Guardia tiratrice | Isole Vergini Americane | Zamalek          | [ 27 ]        |
| 2022     | Michael Dixon       | Guardia tiratrice | Georgia                 | US Monastir      | [ 28 ]        |
| 2023     | Nuni Omot           | Ala grande        | Sudan del Sud           | Al Ahly          | [ 29 ] [ 30 ] |
| 2024     | Jo Lual-Acuil       | Centro            | Sudan del Sud           | Al-Ahly Benghazi | [ 31 ]        |
| 2025     | Jean Jacques Boissy | Playmaker         | Senegal                 | Al Ahly Tripoli  | [ 32 ]        |

### BAL Dikembe Mutombo Defensive Player of the Year
| Stagione | Giocatore     | Posizione | Nazionalità   | Club             | Note   |
| -------- | ------------- | --------- | ------------- | ---------------- | ------ |
| 2021     | Anas Mahmoud  | Centro    | Egitto        | Zamalek          | [ 33 ] |
| 2022     | Ater Majok    | Centro    | Sudan del Sud | US Monastir      | [ 34 ] |
| 2023     | Aliou Diarra  | Centro    | Mali          | Stade Malien     | [ 35 ] |
| 2024     | Jo Lual-Acuil | Centro    | Sudan del Sud | Al-Ahly Benghazi | [ 36 ] |
| 2025     | Aliou Diarra  | Centro    | Mali          | APR              | [ 37 ] |